# Energy Cities
Energy Cities este o asociație de orașe europene având ca obiectiv promovarea unei politici energetice durabile (urbanism durabil, economii de energie precum și energie regenerabilă).
Asociația reprezintă 1000 de autorități locale în 30 de țări diferite. Între 2017 și 2020, președintele asociației este orașul Heidelberg, iar directorul executiv este Gérard Magnin. Asociația Energy Cities a fost creată in anul 1990. Asociația are sedii la Bruxelles și la Besançon. O parte a echipei permanente se află la Freibourg-im-Brisgau și la Paris.

## Consiliul de Administrație
Consiliul de administrație al asociației este reprezentat de 11 orașe europene:
| Oraș          | Țară |
| ------------- | ---- |
| Heidelberg    | DE   |
| Bornova       | TR   |
| Cork          | IE   |
| Delft         | NL   |
| Liège         | BE   |
| Milton Keynes | GB   |
| Modena        | IT   |
| Paris         | FR   |
| Riga          | LV   |
| Trnava        | SK   |
| Växjö         | SE   |

## Președinția Energy Cities
- 2005-2020 Municipalitatea Heidelberg (DE), reprezentată de către Eckart Würtzner
- 2000-2005 Municipalitatea Odense (DK), reprezentată de către Søren Møller
- 1997-2000 Municipalitatea Barcelona (ES), reprezentată de către Pep Puig
- 1994-1997 Municipalitatea Besançon (FR), reprezentată de către Robert Schwint
- 1990-1994 Robert Schwint